# Castillo de Santo Estêvão
El Castillo de Santo Estêvão ( en portugués: Castelo de Santo Estêvão) es un castillo medieval situado en la parroquia civil de Santo Estêvão, municipio de Chaves, en el distrito portugués de Vila Real . Se encuentra situado en la parte alta del pueblo con vistas a todo el valle del río Támega, y cercano a la frontera con España. Quedan dos torres en buen estado de conservación. 

## Historia
Las primeras referencias que existen a este emplazamiento datan del siglo XI, y hablan de una finca rústica de grandes dimensiones que acabó siendo fortificada.  
Durante la reconquista cristiana de la península Ibérica, las zonas de Chaves ( Aqua Flaviae ) y Santo Estêvão quedaron integradas en la dote de Teresa de León y de Castilla, cuando se casó con el conde Enrique de Borgoña en 1093.  En 1129, la región de Chaves fue retomada por fuerzas musulmanas, pero reconquistada por Rui y García Lopes en 1160, dos hermanos caballeros que ofrecieron sus servicios al primer rey portugués, Alfonso I (1112-1185). La construcción del castillo de Santo Estêvão se inició durante su reinado, su hijo y sucesor Sancho I (1185-1211). 
Aquí se celebró la boda de la Infanta Teresa (hija del rey Sancho I) y Alfonso IX de León, también fue hogar de otras hijas de D.Sancho (D. Mafalda y D. Sancha); y su hijo el Infante D. Afonso, que sucedió al Rey. 
En 1212 el castillo fue capturado por Alfonso IX con el pretexto de defender los derechos de la Infanta D. Teresa.   Durante los siguientes 19 años, la fortaleza permaneció en manos de Castilla, pero finalmente regresó a las posesiones de la Corona portuguesa en 1231, durante la firma de la paz de Sabugal.   La posición estratégica de Santo Estêvão determinó que los contactos entre las dos coronas, Castilla y Portugal, se celebrasen en este castillo, como en 1253  en ese año, D. Afonso III vino a Santo Estevão para recibir a su futura esposa, la Infanta D. Beatriz, hija de Alfonso X de León y Castilla .   El castillo era una posesión señorial, con una torre conectada a otras dependencias, probablemente mediante toldos desaparecidos hace mucho tiempo.
En 1258 el rey Afonso III .  otorga título foral a Santo Estevão. Su hijo y sucesor el rey Dinis, aguarda la llegada de su esposa, Isabel, hija de Pedro III de Aragón . En aquella época, esta fortaleza pertenecía a su hermano Martim Afonso, el "Chichorro".
Durante el Interregno portugués, las fuerzas de D. Juan I acamparon en la localidad, preparándose para el asalto a Chaves, cuyo alcalde había jurado fidelidad al Reino de Castilla  En 1385 el castillo resultó dañado como consecuencia de las batallas con Castilla. 
La leyenda sugiere que el soberano volvió a apoderarse del castillo en la víspera de Navidad de 1423.
En 1666 el castillo sufrió daños durante la guerra con España.  Las necesidades del castillo medieval fueron abandonadas poco después del siglo XVI, al dejar de ser válido para la guerra por la llegada de la artillería, y posteriormente se adaptó como rectoría.
Entre 1940 y 1946, la DGEMN completó muchas reparaciones y la recuperación del castillo, entre ellas: se reconstruyó el pilar central de la torre, incluida la construcción de cimientos e instalación de nueva mampostería; reconstrucción de ventanas dobles, reposición de mampostería dañada (reparaciones generales y apuntalamiento de mampostería); se cubrieron las aberturas en mampostería y cantería; repunte y limpieza; colocar dos varillas y un colgador de hierro cuadrado en el marco del techo incluyendo la placa de hierro del remate; ejecución de la cubierta del techo con doble teja nacional; ejecución y asentamiento de vigas gruesas de olmo en dos plantas; demolición de muros de mampostería; consolidación general de las almenas de la torre, incluida la sustitución de las piedras dañadas; ejecución de muros de mampostería con mortero; y regularización de los terrenos circundantes.  El 27 de abril de 1942 el castillo fue cedido a la Casa do Povo de Santo Estêvão . 
Fue clasificado como Monumento Nacional mediante decreto publicado el 16 de mayo de 1939.
El 13 de julio de 1951 pasó a ser propiedad del Estado portugués. 
A finales del siglo XX el gobierno portugués inició programas de reconstrucción y restauración; en 1962 se reparó la construcción del cerco, muro irregular alrededor de la torre, losas y escalera a la terraza.

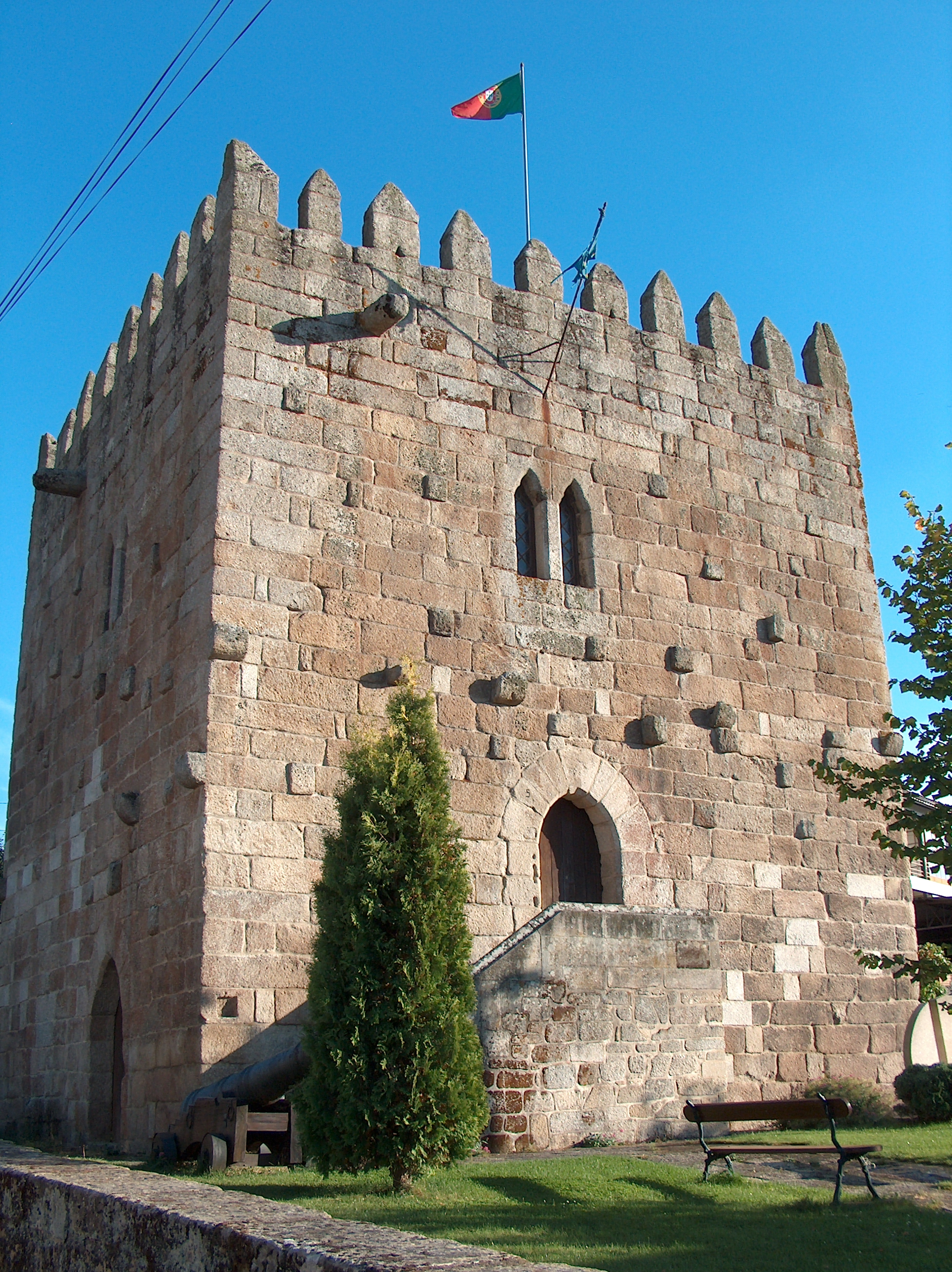
Fachada de la torre que da al valle

El castillo está situado en una elevación rural aislada sobre el asentamiento de Santo Estêvão, en un fértil valle del río Tâmega, 5 kilómetros (3,1 mi) de Chaves.  Se inserta en un pequeño terreno herboso, con un corredor central salpicado de algunos árboles, literas de jardín e hidrantes. Está protegido por un muro de piedra, accesible desde una verja de hierro, mientras que a la estructura oriental se le añadió un baño. 
Cerca se encuentra la iglesia parroquial de Santo Estêvão y el campanario, construido a partir de las ruinas de una capilla que pertenecía al castillo y al patio fortificado.  La configuración arquitectónica del campanario demuestra sus características defensivas, debido al espesor de los muros y la casi inexistencia de vanos. 
El castillo que queda consta de una sencilla torre rectangular cubierta por una torre de techo, rodeada por una calzada.  Las fachadas miden 14 metros (45,9 pies) de altura, de tres pisos erigidos en Opus vittatum, coronados por almenas piramidales de distintos tamaños.   La fachada principal está orientada al oeste, con un acceso formado por duelas rotas, situado al nivel del primer piso, precedido por una escalera de piedra con guarda del mismo material, la balizada y rematada por un porche cubierto. 
Al nivel del segundo piso, hay una ventana doble, formada por un estrecho vidrio trilobular con panel central.  A la izquierda hay una gárgola cilíndrica. En la fachada lateral sur hay tres rendijas simples en el primer piso y una ventana gemela con vidrio trilobular similar y gárgola central en el segundo piso.  La fachada oriental son dos pequeñas rendijas en la planta baja, con dos rendijas en la primera y un pórtico arqueado, con una gárgola arriba. 
Los muros interiores están construidos en granito, dividiendo los espacios individuales, con una escalera entre pisos adosada al muro sur. La planta baja tiene un pilar central de granito, de sección rectangular biselada, pavimentado con losas de piedra y vigas de madera que sostienen el primer piso. La primera planta incluye tarima de madera, con un pilar central similar, más estrecho y una escalera de madera de dos tramos que da acceso a la segunda planta. La segunda planta dispone de amplios espacios, con tarima de madera, soporte para el techo y pequeña trampilla con escalera de hierro móvil. En los cuatro vanos a modo de ventanas gemelas con chimenea de granito al sureste.